# Neuratelia japonica
Neuratelia japonica är en tvåvingeart som beskrevs av Mitsuhiro Sasakawa 2004. Neuratelia japonica ingår i släktet Neuratelia och familjen svampmyggor. Inga underarter finns listade i Catalogue of Life.